# 比利·海灵顿
威廉·格倫·哈羅德·「比利」·海靈頓（英語：William Glen Harold "Billy" Herrington，1969年7月14日—2018年3月2日），美国男同性恋色情片演員，但其本人为双性恋，除了拍攝同志色情影片外，也拍攝過男女性交的色情影片，並自2008年宣布引退成人界，随后因为网络迷因而走红，于2018年車禍身亡，享年48岁。

## 生平
比利·海靈頓1969年出生于美国紐約長島，其父为空手道教练，海灵顿在未成年时就同其父学习空手道，比利·海靈頓21岁时，其父过世。海灵顿遂放弃了空手道，24岁时移居纽约城中，转向健美界发展。海灵顿真正开始他的男同性戀色情片演員生涯源于他的朋友将他的一张裸体照片送到了《花花女郎》杂志社，使得他获得了杂志社所评比的“当月真正男人”奖项和500美元。他在杂志上的照片吸引到了摄影师吉米·法兰奇，两年后法拉奇为他拍摄了COLT日历的图片。他在不久后其就为All Worlds Video拍摄色情影片，并成为了20世纪九十年代最有名的男同志色情片演員之一，他还作为嘉宾登上过美国的脱口秀节目的舞台。2002年，他在受訪時說成人電影業幫助他了解了自己的雙性戀。

## 網路迴響
2007年8月10日，他演出的摔跤影片「正統的筋肉內褲摔跤」（本格的 ガチムチパンツレスリング）被網友惡搞上傳到日本Niconico網站，因影片奇妙的摔跤技巧、不能理解的情節、以及「空耳」非常搞笑，在日本作為一個互聯網模因而爆紅，開創了音MAD文化，他也因此被網友暱稱「ガチムチ兄貴（肌肉大哥）」、「ビリー兄貴」、「森の妖精」、「哲♂學家」、「歪音エナ」、「王♂」等。
由于当时的审查制度，电影中的场景被替换成为其他模因，“赤酱”（日語：赤さん），出现在日本人发掘的海灵顿的第四部电影Buckshot Minute Man Series 18中。
海灵顿在NicoNico社区上被称为“パンツレスリングの兄貴”，即兄贵（日語： 兄貴）。大部分有关于他的视频被放上了“错误”的标签：“レスリングシリーズ”、“森之妖精（日語：森の妖精）”、“哲学（日語：哲学）”，或三者兼备。
比利·海林顿 (Billy Herrington) 中最著名的三个空耳来自《Workout: Muscle Fantasies 3》，后来组成了“哲学三信”（日語：妖精哲学の三信）：
| 哲学三信 | 英语原文                   | 日语空耳             | 中文空耳     |
| -------- | -------------------------- | -------------------- | ------------ |
| 告诫之心 | Like embarrassing me huh!? | 最近だらしねぇな！？ | 来人搞死你哈 |
| 赞美之心 | You got me mad now.        | 歪みねぇな           | 又搞你妹呐   |
| 许容之心 | That's not right, man.     | 仕方ないね           | （未知）     |

2009年他到日本與粉絲見面，也曾在2016年到台灣舉辦粉絲見面會。除了日本NicoNico外，在中國的BiliBili也有很多惡搞影片製作者，但因為該網站因應中華人民共和國法律進行整改造成中國網民不得發布其相關惡搞影片而罷休。然而在每年的12月31日，NICONICO動畫的音MAD職人們都會發布惡搞影片作為祭典，稱為「糞晦日（即惡搞日本的大晦日）」及「本格的男尻祭」。截至2018年3月，僅在YouTube上就上傳了超過110,000個 Gachimuchi Pants Wrestling 視頻。

## 逝世
2018年3月1日下午，海靈頓在111号加利福尼亚州州道蘭喬米拉段發生車禍，遭人發現時被困於車內，並隨即送到棕櫚泉的醫院急救，但最終在隔天傷重不治，終年48歲。3日，有社交媒体传出海靈頓因车祸离世。其后其经纪公司和亲属证实了这一消息。粉絲們通過視頻共享網站和留言板向他致敬。在Niconico上傳的一段致敬視頻在不到一周的時間內累積了超過80,000次觀看。

## 轶事
2022年7月，在俄罗斯入侵乌克兰期间，乌克兰网民在互联网平台进行请愿，要求将乌克兰境内的敖德萨创始人纪念碑（也称为女皇叶卡捷琳娜二世纪念碑）替换为比利·海灵顿的纪念碑，收到了超过25,000票，以至于乌克兰总统弗拉基米尔·泽连斯基回应请愿书，要求敖德萨市议会讨论拆除纪念碑事宜。
此外，俄罗斯的国有电视台批判乌克兰「兄贵文化」的流行是「被欧美洗脑的乌克兰市民的异常的价值观」。